# Терапи?
Терапи? (на английски: Therapy? произнася се Тѐръпи в превод "терапия?") е алтернативна-метъл група от Северна Ирландия. Групата е създадена през 1989 г. Терапи? стават известни в началото на 90-те и изнасят концерт и в България към края на 90-те.

## Албуми
- Babyteeth (1991)
- Pleasure Death (1992)
- Nurse (Медицинска сестра) (1992)
- Troublegum (1994)
- Infernal Love (1995)
- Semi-Detached (1998)
- Suicide Pact – You First (1999)
- So Much For the Ten Year Plan – A Retrospective 1990-2000 (2000)
- Shameless (Безсрамен) (2001)
- High Anxiety (2003)
- Never Apologise Never Explain (Никога не се извинявай, никога не обяснявай) (2004)
- One Cure Fits All (Един лек изцерява всичко) (2006)
- Music Through A Cheap Transistor (Музика на евтин транзистор) (2007)
- Crooked Timber (2009)
- A Brief Crack of Light (2012)